# Friedrich Flick
Friedrich Flick (Kreuztal, 10 de julio de 1883-Constanza, 20 de julio de 1972) fue un industrial alemán del carbón y el acero de la cuenca del Ruhr.
Nació en Kreuztal (Renania del Norte-Westfalia). Estableció un conglomerado industrial durante la República de Weimar. Más tarde se hizo miembro del partido nazi, y sus empresas se beneficiaron de la arianización de la economía, y más tarde, durante la Segunda Guerra Mundial fue uno de los principales productores de armas para los alemanes. En 1947 fue condenado tras los Juicios de Núremberg a siete años de cárcel por emplear en sus fábricas mano de obra forzada, haber participado en el saqueo de territorios ocupados, y por sus relaciones con las temidas SS. Fue puesto en libertad tres años después por el Alto Comisionado de los Estados Unidos para Alemania, John J. McCloy.
Logró reunir una de las mayores colecciones del mundo de arte contemporáneo. Murió en Constanza. Una escuela secundaria de su pueblo natal lleva su nombre.
- Datos: Q63888
- Multimedia: Friedrich Flick / Q63888